# Akseli Kinnunen
Akseli August Leonard Kinnunen, född 2 februari 1888 i Jyväskylä, död 2 januari 1959 i Helsingfors, var en finländsk företagsledare.
Kinnunen började som resekontrollör vid Järnvägsbokhandeln Ab 1911 och utnämndes 1917 till vd. Han stod kvar i ledningen för företaget (sedermera Rautakirja Oy) fram till sin pensionering 1955. Företaget expanderade avsevärt under denna tid, bland annat genom köpet av Finska bokhandeln 1924. Han erhöll kommerseråds titel 1948.